# Carnaval de La Bañeza
El Carnaval de La Bañeza, també anomenades festes d'hivern és una festa declarada d'Interès Turístic Nacional que se celebra a La Bañeza (província de Lleó).